# Karl Kowarik

Karl Kowarik

Karl Josef Kowarik (* 22. April 1907 in Wien; † 6. Mai 1987 ebenda) war ein österreichischer Politiker (NSDAP, FPÖ). Er war während der 1930er-Jahre ein führendes Mitglied der österreichischen Hitlerjugend und engagierte sich nach 1945 in der FPÖ.

## Leben und Wirken

### Jugend und Ausbildung (1907 bis 1926)
Kowarik absolvierte Volksschule und Realschule. Er legte die Matura ab und studierte Forstingenieurwesen an der Hochschule für Bodenkultur und Volkswirtschaft an der Universität Wien. Bereits während seiner Realschulzeit war er Organisationsleiter des Deutschen Mittelschülerbundes. 1919 gehörte er für ein Jahr dem Bund der Adler und Falken an und ab 1919 dem deutsch-völkischen Deutschen Turnbund, in welchem er später Jugend-, Frauen- und Mänerturnwart sowie Dietwart und Wehrturnleiter wurde. Während seiner Studentenzeit leitete er das Leibesübungsamt der Deutschen Studentenschaft, in der er auch als Organisationsleiter und Zweiter Sprecher tätig war. Bis 1925 war Kowarik außerdem Mitglied im Wandervogel; dann wechselte er in die Deutsch-Sozialistische Arbeiterjugend. Als Artamane war er gegen polnische Saisonarbeiter in Sachsen und Ostpreußen aktiv.

### Politische Karriere (1926 bis 1945)
Im April 1926 gehörte Kowarik zu den Mitbegründern der Hitlerjugend (HJ) in Oberdonau und war ab Oktober 1926 Mitglied der HJ. Als Mitglied des Vaterländischen Schutzbundes war er ab 1926 Kommandant im Studentenfreikorps, der Deutschen Akademischen Legion und Mitglied im Freikorps Roßbach. Dabei beteiligte er sich an der Niederschlagung „marxistischer Unruhen“ und an der „Organisation der Hochschulunruhen gegen die Überfremdung der österreichischen Hochschulen durch Ostjuden“.
Kowarik absolvierte eine Ausbildung im österreichischen Bundesheer. Noch bevor er zum 6. Oktober 1930 der NSDAP beitrat (Mitgliedsnummer 300.735), war er 1929/30 Blockwart der NSDAP-Bezirksgruppe Währing im Parteigau Wien. Er wurde anschließend NSDAP-Sprengelgruppenleiter und stellvertretender Propagandaleiter in Währing. Ab Jänner 1931 fungierte er als Sportreferent im HJ-Bann Wien, wurde im April 1931 zum Bannführer befördert und übernahm im Juni 1932 die Führung des HJ-Bannes Wien. Im November 1933 zum Oberbannführer befördert, wurde er außerdem mit der Führung des HJ-Bannes Niederösterreich beauftragt. Im April 1934 wurde er stellvertretender Gaubannführer für die gesamte Ostmark und Mitglied der österreichischen Landesleitung der NSDAP sowie Jugendreferent im NSDAP-Gau und bei der SA-Gruppe Wien. Im Mai 1934 wurde er Gebietsinspekteur des HJ-Gebietes Österreich mit sämtlichen Vollmachten des Reichsjugendführers zur Führung der HJ.
Im Zusammenhang mit dem Juliputsch der Nationalsozialisten 1934 wurde Kowarik zur Berichterstattung und Anleitung in das Deutsche Reich beordert und im Reich eingesetzt, nachdem alle österreichischen HJ-Dienststellen von der Polizei aufgelöst worden waren. So wurde er im Oktober 1934 Gebietsinspekteur der HJ-Gebietes Baden und Führer des Grenzbannes Lörrach, ab November 1935 Führer des HJ-Bannes Mannheim.
Im Oktober 1936 ging Kowarik illegal nach Österreich, um dort die verbotene HJ wieder aufzubauen. Er fungierte als „verantwortlicher Leiter für die gesamte NS-Jugend Österreichs“ und erfüllte „Sonderaufgaben für den Südosten“. Nach dem „Anschluss Österreichs“ wurde Kowarik im März 1938 als österreichischer HJ-Führer abberufen, im Reichsgau Wien in der Gauinspektion eingesetzt sowie stellvertretender Gauinspekteur für politische und wirtschaftliche Fragen. Ab Februar 1939 saß er auch im Rat und Beirat der Stadt Wien.
Im April 1940 berief Josef Bürckel Kowarik zum NSDAP-Kreisleiter und Gauredner. Baldur von Schirach ernannte ihn im Oktober 1940 außerdem zum kommissarischen und im April 1941 zum regulären Führer des HJ-Gebietes Wien. Zugleich übernahm Kowarik die Leitung des Gaujugendamtes Wien. Im März 1942 trat er im Nachrückverfahren für den gefallenen Max Hölzel als Abgeordneter in den nationalsozialistischen Reichstag ein, dem er bis zum Ende der NS-Herrschaft angehörte. Zugleich fungierte er bis April 1944 als Oberbereichsleiter Kreisleiter des Kreises 8 im NSDAP-Gau Wien.
Kowarik trat am 20. April 1939 in die SS ein (SS-Nummer 340.701). Im Range eines SS-Sturmbannführers absolvierte er von April bis Oktober 1940 eine Ausbildung in der SS-Leibstandarte „Adolf Hitler“ in Lublin und wurde dann „unabkömmlich“ gestellt. Ab August 1941 gehörte er einer SS-Kriegsberichter-Kompanie an. Ab November 1943 war er als Ausbilder und Leiter der weltanschaulichen Schulung beim SS-Panzer-Grenadier-Ausbildungs- und Ersatzbataillon 2 in Prag und von Mai bis September 1944 in der SS-Panzer-Grenadier-Schule Kienschlag. Er wurde im November 1944 zum SS-Obersturmbannführer befördert und ging auf einen Kriegsbeschädigten-Lehrgang.

### Nachkriegszeit
Nach 1945 war Kowarik eine Zentralfigur im österreichischen Nachkriegsfaschismus.
1949/1949 leitete Kowarik gemeinsam mit Wilhelm Höttl, Erich Kernmayer und einem ungarischen SS-Mann ein großes antikommunistisches Spionageunternehmen im Auftrag des US-amerikanischen Geheimdienstes Counter Intelligence Corps (CIC, Vorläufer der CIA).
Von 1957 bis 1960 amtierte er als Generalsekretär der FPÖ, außerdem organisierte er verschiedene Jugendbünde, die sich unter anderem an der Bekämpfung des Massenstreiks von 1950 beteiligten. 1975 versuchte er eine Österreichisch-Rhodesische Gesellschaft zu gründen, was jedoch durch den damaligen Innenminister Otto Rösch untersagt wurde. Hinzu kam eine eifrige Tätigkeit in der World Anti-Communist League (WACL).
Kowariks Sohn Helmut Kowarik (* 1943) war Abgeordneter der FPÖ im Wiener Gemeinderat.